# 哈萨克斯坦车臣人
哈萨克斯坦的车臣人是车臣人定居在哈萨克斯坦的后代，在20世纪40年的扁豆行動中，大批车臣人被流放到哈萨克斯坦。斯大林去世后，随着返乡潮的兴起，大批车臣人回到位于俄罗斯的車臣-印古什蘇維埃社會主義自治共和國，而少部分车臣人留了下来，和当地民族一起生活。
在20世纪90年代的两次車臣戰爭中，也有一些车臣难民通过各种方式逃到哈萨克斯坦，成为哈萨克斯坦公民。
在哈萨克斯坦的车臣人中哈乃斐派占多数，其次是苏菲派，有一个小的基督教团体，人数大概在900人左右（占3%）。佛教徒占0.01%。还有1.16%的不可知论者2.08%的无神论者（据哈萨克斯坦2009年宗教普查记录）。